# Литовские христианские демократы
Литовские христианские демократы (лит. Lietuvos krikščionys demokratai — LKD) — христианско-демократическая партия в Литве, существовавшая с 1989 по 2008 годы. Объединилась с партией Союз отечества.

## Предыстория
Христианская демократия в Литве берёт свои истоки в середине XIX век, в первую очередь в деятельности жемайтского епископа Мотеюса Валанчюса. Первыми на территории Литвы христианскими политическими партиями стали Литовский христианско-демократический союз (лит. Lietuvių krikščionių demokratų sąjunga, LKDS) и Литовско-Белорусская католическая конституционная партия (лит. Lietuvos – Baltarusijos katalikiška konstitucinė partija) Эдварда фон Роппа.

## Литовский христианско-демократический союз
Литовский христианско-демократический союз был основан в ноябре 1905 года литовским писателем и священником Юозасом Тумасом. Программа была подготовлена профессором Санкт-Петербургской католической духовной академии священником отцом Петром Бучисом, писателем и священником Адомасом Якштасом и поэтом и священником Йонасом Мачюлисом. Целями партии было сохранение влияния католической церкви в Литве, автономия Литвы, аграрная реформа, борьба против левых, в первую очередь социал-демократов. Основатели партии не смогли заручиться поддержкой католической церкви и в следующем 1906 году партия фактически прекратила своё существование. В то же время часть литовских священников в своей практической политической деятельности следовали программе партии.
В 1906 году члены Литовского ХДС основали католическое общество Žagrė, в 1908 году восстановили общество трезвости. Много внимания первые литовские христианские демократы уделяли издательской деятельности. С 1905 по 1907 годы выходила газета «Еженедельное чтение» (лит. Nedėldienio skaitymas), в 1906 году был основан католический еженедельник «Источник» (лит. Šaltinis, 1906—1925).

## Литовская христианско-демократическая партия
В 1916 году в Петрограде был создан Центральный комитет христианских демократов (лит. Šaltinis), который возглавил ксендз Миколас Крупавичюс. В марте 1917 года литовский предприниматель Йонас Вайлокайтис создаёт «Народный союз» (лит. Liaudies sąjungą), который действовала только в России. В сентябре 1917 года литовские христианские демократы, участвовавшие в Вильнюсской конференции, обсудили вопрос организации единой партии. В ноябре того же года обе христианско-демократические группы объединились в Литовскую христианско-демократическую партию (лит. Lietuvos krikščioniškosios demokratijos partija, LKDP). 11 ноября 1918 года была принята программа, разработанная М. Крупавичюсом, виленским архиепископом Юргисом Матулайтисом и агрономом и учителем Александрасом Стульгинскисом. Главной своей задачей в те годы христианские демократы видели недопущение социалистической революции в Литве. Во многом из-за этого они поддержали провозглашение Литвы конституционной монархией и приглашение на трон немецкого военного и принца из Вюртембергского дома Вильгельма фон Ураха. Впрочем после поражения Германии в Первой мировой войне от идеи монархии отказались в пользу республики.
В первой половине 1920-х годов партия стала ведущей политической силой в стране. Христианские демократы входили в Совет Литвы, избранный на Вильнюсской конференции в сентябре 1917 года. Пользуясь поддержкой со стороны влиятельных в Литве католических кругов, действуя через близкие к Католической церкви и лидерам партии общественные организации, такие как «Будущники» (лит. Ateitininkai, объединение католиков-студентов и гимназистов), Союз сельских хозяев (лит. Ūkininkų sąjunga) и Федерация труда Литвы (лит. Lietuvos darbo federacija, LDF), христианские демократы трижды выигрывали выборы в Сейм. Представители партии три раза формировали правительство. Один из лидеров Христианско-демократической партии А. Стульгинскис в 1922—1926 годах был президентом Литвы. После победы на парламентских выборах 1926 года левых сил, опасаясь резкого поворота Литвы влево, лидеры партии поддержали антидемократический переворот 1926 года и вошли в новое правительство вместе с Союзом литовских националистов. В мае 1927 года христианские демократы были исключены из правительства, а в 1936 году партия была запрещена. После присоединения Литвы к СССР Христианско-демократическая партия действовала только за границей.
Печатными органами партии были католический еженедельник Vadas (1916—1917), «Свободная Литва» (лит. Laisvoji Lietuva, 1917—1919), «Страж отчизны» (лит. Tėvynės sargas, 1917—1918 и 1920—1926), «Свобода» (лит. Laisvė, 1919—1923), «Утро» (лит. Rytas, 1923—1936), «Двадцатый век» (лит. XX amžius, 1936—1940), журнал «Христианские демократы» (лит. Krikščionis demokratas, 1927—1929).

## Литовские христианские демократы
10 февраля 1989 года тринадцать известных в Литве общественных деятелей выступили с заявлением, что с 16 февраля возрождается деятельность Литовской христианско-демократической партии (ЛХДП). Среди подписавших заявление были заместитель министра юстиции Временного правительства Литвы, позднее политзаключённый Повилас Силас и доктор психологии Викторас Кетуракис, оба члены довоенной Христианско-демократической партии, а также основатель Литовской Хельсинкской группы Викторас Петкус, правозащитник и политзаключённый Пятрас Гражулис, правозащитник Витаутас Богушас и другие. Первым председателем партии стал Петкус.
24 февраля 1990 года состоялись первые за 64 года многопартийные выборы в парламент Литвы, на которых в Верховный Совет республики были избраны два члена восстановленной Христианско-демократической партии — заведующий лаборатории нейрохирургии Каунасского медицинского института Эгидиюс Клумбис и биофизик того же института Альгирдас Саударгас. 11 марта того же года оба участвовали в принятии Акта о восстановлении независимого Литовского государства.
В 1990 году из-за личных амбиций и взаимных разногласий в партии произошёл раскол, в результате которого Петкус со своими сторонниками создал новую партию — Христианско-демократический союз (лит. Krikščionių demokratų sąjunga). Раскол не помешал развитию партии, которая, привлекая новых членов, создала сеть отделений по всей Литве, возобновила издание газет «Страж отчизны» и «Обзор» (лит. Apžvalga, выходила нелегально в 1942—1944 годах в Каунасе). Во время первых в постсоветской истории Литвы выборах в Сейм христианские демократы, выступавшие в союзе с Литовским союзом политических заключённых и ссыльных (лит. Lietuvos politinių kalinių ir tremtinių sąjunga) и Литовской демократической партией (лит. Lietuvos demokratų partija, LDP), смогли получить 234 368 голосов избирателей (12,61 %), завоевав 10 мандатов, из них 6 по одномандатным округам. Многие представители христианских демократов были избраны в 1995 и 1997 годах в муниципальные советы, а в нескольких районах представители Христианско-демократической партии стали мэрами и их заместителями.
На выборы 1996 года христианские демократы пошли самостоятельно и набрав 136 259 голосов (9,91 %). стали второй по популярности партией страны. Завоевав 16 мандатов, в том числе 5 по округам, ЛХДП сформировала новое правительство с победителем выборов партией Союз Отечества — Литовские консерваторы. Лидер христианских демократов Альгирдас Саударгас был назначен министром иностранных дел, Чесловас Станкявичюс стал министром обороны, а Зигмас Зинкявичюс возглавил министерство образования и науки. Со временем нарастающие противоречия между партнёрами по правительственной коалиции привели к её развалу. 1 июня 1999 года Совет ЛХДП принял резолюцию о прекращении коалиции.
В 1998 году от ЛХДП отделилось либеральное крыло, основавшее собственную партию — Современные христианские демократы (лит. Modernieji krikščionys demokratai, MKDP), позднее вошедшую в состав Союза либералов и центра.
Парламентские выборы в Литве 2000 года оказались для партии неудачными. Получив всего 45 227 голосов (3,07 %) христианские демократы не смогли преодолеть заградительный барьер, в одномандатных округах в Сейм были избраны всего два представителя партии. Провал на выборах привёл к воссоединению с Христианско-демократическим союзом. Новая партия получила название Литовские христианские демократы (ЛХД). Лидером стал заместитель председателя комитета Сейма по иностранным делам Казис Бобялис.
Хотя решение о воссоединении было поддержано абсолютным большинством голосов делегатов партийной конференции (250 за, 30 против), оно всё же привело к расколу партии. Часть членов ЛХДП, недовольных слиянием, образовали свою организацию, названную Литовской христианско-демократической партией, возглавил которую Зигмас Зинкявичюс.
20 марта 2004 года на внеочередной конференции ЛХД Казис Бобялис был отправлен в отставку, а партию возглавил мэр Молетского района Валянтинас Стундис. Председателем Совета партии вместо Пятраса Гражулиса стал юрист Игнас Вегеле. Сразу же после этих перестановок в руководстве христианские демократы начали готовиться к первым в истории Литвы выборам в Европейский парламент. Но структурные изменения в управлении произошли слишком поздно — 13 июня за партию проголосовали лишь 33 162 избирателей (2,75 %). Ещё хуже христианские демократы выступили на выборах в Сейм в октябре того же года. Партии отдали свои голоса всего 16 362 человека (1,37 %). Впервые в своей истории христианские демократы остались без представительства в парламенте.
17 апреля 2008 года на своём съезде литовские христианские демократы (которых в то время было около 4500) принял решение объединиться с партией Союз Отечества — Литовские консерваторы. 17 мая на объединительном съезде была создана партия получившая название — Союз Отечества — Литовские христианские демократы.

## Результаты выборов в Сейме
| Количество поданных голосов |
| --------------------------- |
|                             |

| Мест в Сейме |
| ------------ |
|              |